# Kramarénkov
Kramarénkov (en rus: Крамаренков) és un poble (un khútor) de l'óblast de Vorónej, a Rússia, segons el cens del 2010 tenia 21 habitants.